# Rassouly
Rassouly est une commune située dans le département de Lankoué de la province du Sourou au Burkina Faso.